# ジャン・ドゥーシェ
ジャン・ドゥーシェ（Jean Douchet、1929年1月19日 - 2019年11月22日） は、フランスの映画監督、映画批評家、映画教育者、俳優。

## 来歴・人物
1929年にフランスのアラスに生まれる。パリのソルボンヌ大学哲学科卒。
『カイエ・デュ・シネマ』誌に初期から関わる。親愛の情をもってほかの批評家たちと対話をし、そして演出家となった者に対しては、ドゥーシェは、彼らの作品で重要な役柄を演じている。それらは、ジャン＝リュック・ゴダールの『勝手にしやがれ』、フランソワ・トリュフォーの『大人は判ってくれない』、ジャック・リヴェットの『セリーヌとジュリーは舟で行く』、ジャン・ユスターシュの『ママと娼婦』などである。また、ジャン＝クロード・ブリソーの『野蛮な遊戯』、パトリス・シェローの『王女マルゴ』、オタール・イオセリアーニの『Jardins en automne』にも出演している。
ドゥーシェは、アルフレッド・ヒッチコックについての重要な仕事で有名であるが、フリードリッヒ・ヴィルヘルム・ムルナウや黒澤明、イングマール・ベルイマン、あるいはジャン＝ダニエル・ポレの作品分析によっても功績を残している。セルジュ・ダネーを『カイエ』入りさせたのはドゥーシェである。
フランス国立映像音響芸術学院（Fémis、旧IDHEC）での教育活動は、たくさんの若い演出家を導き、彼らはドゥーシェを作品に出演させている。それらがフランソワ・オゾンの『シットコム』、グザヴィエ・ボーヴォワの『N'oublie pas que tu vas mourir』、エミール・ドゥルーズの『Mister V』などである。
1999年に第56回ヴェネツィア国際映画祭審査員を務めた。
2019年11月22日、パリに於いて死去した。90歳没。

## フィルモグラフィー

### 監督作品
- Le Mannequin de Belleville、1962年
- パリところどころ 第三話『サンジェルマン・デ・プレ』 Paris vu par...、1965年
- Gérard Titus-Carmel, un profil、1986年 ※Gérard Titus-Carmel
- La Servante aimante、カルロ・ゴルドーニ『愛情深い女中』の翻案、1995年

## ビブリオグラフィー
- Alfred Hitchcock （1967年）、Cahiers du Cinéma、1999年
- L'Art d'aimer （1987年）、Petite bilbiothèque des Cahiers du cinéma、2003年
- パリ、シネマ - リュミエールからヌーヴェルヴァーグにいたる映画と都市のイストワール

共著ジル・ナドー、訳梅本洋一、フィルムアート社、1989年
avec Gilles Nadeau, Paris cinéma : une ville vue par le cinéma de 1895 à nos jours、Du May、1987年
- avec Rick Altman, La Modernité cinématographique en question, Le cinéma muet des années parlantes、La Cinémathèque française、1992年
- Le Théâtre dans le cinéma、La Cinémathèque française、1993年
- Nouvelle vague、F.Hazan、2004年
- Paulo Rocha, Jean Douchet, Hugues Quester, Alain Bergala, Paulo Branco et alii, Pour João César Monteiro : contre tous les feux, le feu, mon feu、Yellow now、2004年
- La DVDéothèque de Jean Douchet、Petite bibliothèque des Cahiers du cinéma、2006年
- Jean Douchet, L'Homme cinéma : entretien avec Joël Magny, Écriture, coll. « Essais et entretiens », 2014